# 成文法則
在英國法律中，成文法則可指整部法例或法例之一部分，或指根據某項法例制定的法律文書之全部或部分。
在Wakefield Light Railways Company v Wakefield Corporation一案中，法官指出：「成文法則」與「法令」（act）涵義不同；「法令」是指整部法令，而法令的某一條或該條之一部分則須稱作「成文法則」。
在Rathbone v Bundock一案中，法官指出：在某些情況下，「成文法則」的涵義不僅包括法規（statute），還包括法定文書；在《1960年道路交通法令》中則未必如此，例如該法令第269條及附表18就對「成文法則」與「法定文書」有所區分。
香港《釋義及通則條例》第3條則訂明，「成文法則（enactment）的涵義與條例的涵義相同」。